# Jazzballet

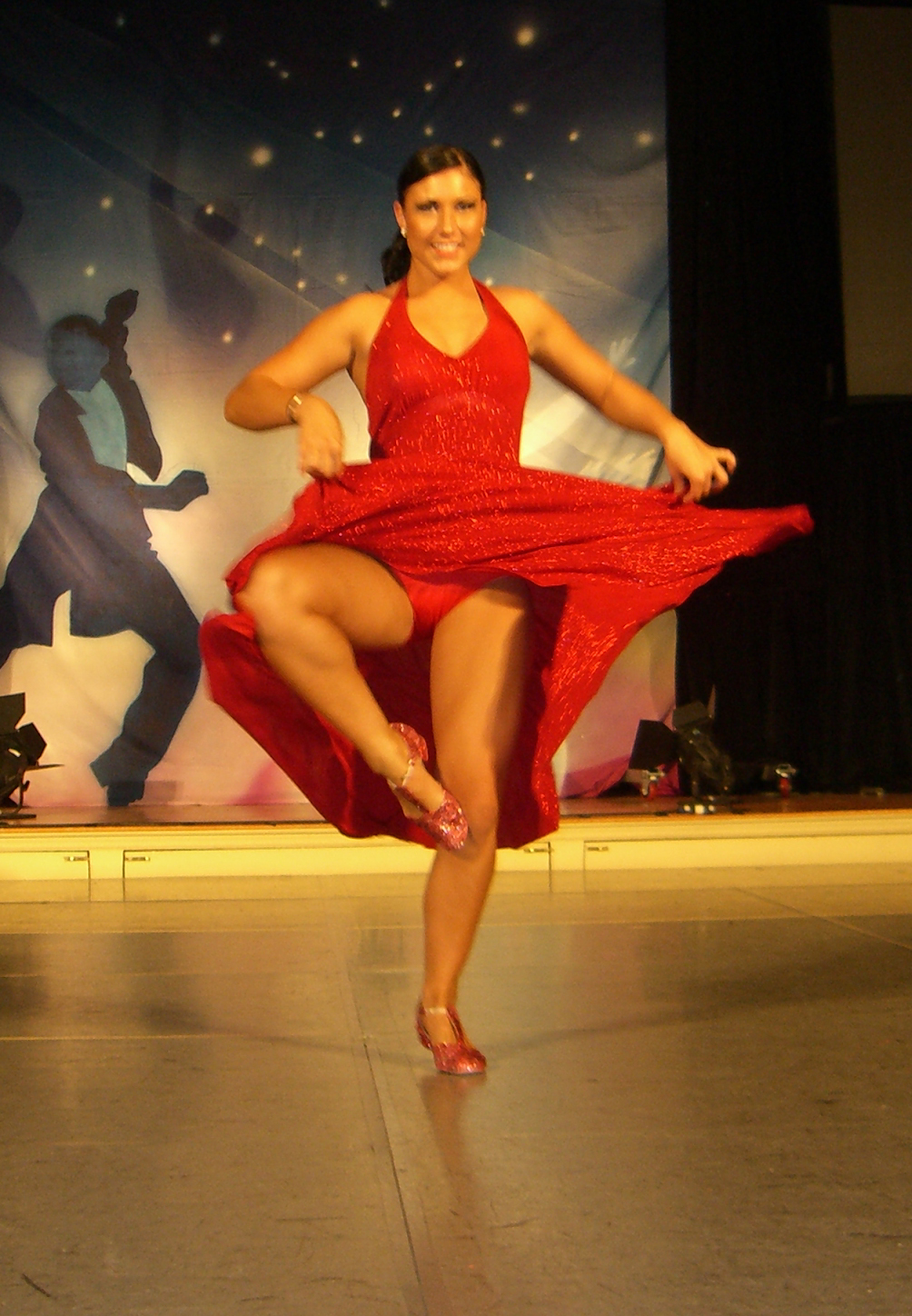
Danseres Jovana Ivanovic bij de wereldkampioenschappen jazzballet in 2006

Jazzballet, ook wel jazzdans of jazzdance genoemd, is een vrije manier van dansen die qua structuur lijkt op klassiek ballet maar is gebaseerd op populaire muziek zoals jazz, rock en hiphop. De bewegingen en de muziek zijn jazzy – veel losser. Ook wordt er gebruikgemaakt van elementen van de klassieke ballettechniek met summiere isolatie technieken van hoofd, schouder, elleboog, pols, hand, vingers, borstkas en bekken (heupen).
De jazzdans leent uit verschillende stijlen, technieken en toepassingen. Het karakter van de jazzdans is dus eclectisch, wat wil zeggen dat het bewegingselementen uit andere danstechnieken en stijlen mengt. Deze elementen worden in de danstraining en choreografie gecombineerd met de kenmerkende authentieke jazzelementen.
De oorsprong van het woord jazzballet is onbekend. Waarschijnlijk stamt de benaming gewoon uit de verwarring met de originele jazzdance, wat altijd al een moderne variant van klassiek ballet was. In de jaren 1970 kwam de disco op en kwam er een splitsing in de "moderne" muziek.

## Geschiedenis
Grootmeester George Balanchine heeft verschillende jazzchoreografieën gemaakt, waaronder Modern Jazz: Variants (1960) op muziek van Gunther Schuller en het Modern Jazz Quartet. Andere namen die voor het jazzballet van betekenis waren Eugene Loring, Jermoe Robbins en Arthur Mitchell. In Nederland heeft Hans van Manen op dit terrein een naam. Hij choreografeerde zijn eerste jazzballet "Swing" in 1956 en "Feestgericht" in 1957; daarna volgen nog enkele jazzchoreografieën van deze Nederlandse eclectische choreograaf.
De ontwikkelingen in de jaren zestig volgden elkaar snel op. De term jazzdance kwam meer in zwang en nieuwe choreografen en pedagogen ontwikkelden zich in die periode als belangrijke vertegenwoordigers van de moderne jazzdans. In Nederland maakten twee mensen zich sterk om de jazzdans van nieuwe impulsen te voorzien. Dit waren Helen de Clercq en Felix White. Hun invloed op de ontwikkeling van de jazzdans in de jaren zestig en daarna heeft vele dansers gestimuleerd en geïnspireerd. De twee zijn te beschouwen als de trendsetters en voorlopers van de daarop volgende nieuwe generatie jazzdansers, jazzdanspedagogen en choreografen.
In de jaren zeventig vond verdere versnelling plaats. Samen met andere nieuwe ontwikkelingen op het gebied van de dans begon er een ander klimaat en interesse te ontstaan bij een breder publiek voor jazzdans, moderne dans, tapdans en theaterdans. Uiteenlopende dansers en pedagogen begonnen zich te profileren. De twee nieuwe sleutelfiguren van dat moment waren Hennie Kammerman, ex-danseres bij Helen de Clercq en Benjamin Feliksdal, voormalig solist van Het Nationale Ballet. Beiden kregen van het Ministerie van Cultuur in 1973 een reisbeurs voor een intensieve jazzdansstudie in New York. Kammerman die na terugkeer in Nederland op uiteenlopende locaties lesgaf. Vanaf het seizoen 1975/1976 doceerde Henny Kammerman regelmatig een les bij Feliksdal in diens studio. Voor de "jazzdans workshop(company)" choreografeerde Kammerman het dansstuk Evenwicht op muziek van Pink Floyd. Deze vond plaats in april 1976 in het Rotterdamse theater De Lantaarn. De slotconclusie van de recensent van de Volkskrant van 23 april 1976 was: "al met al bleek deze manifestatie veel meer groen dan rijp te zijn, maar het was verheugend dat gevoel voor beweging bij geen van de debutanten ontbrak" (Luuk Utrecht). Wat later ontwikkelde Kammerman in 1977 Jazz Extention Dance Theater.

### Ontwikkelingen in Nederland

Een jazzdanser maakt een splitsprong

Benjamin Feliksdal, uit New York teruggekeerd naar Nederland, stichtte in september 1974 Benjamin's Modern Jazz Dance Center te Amsterdam. De dagklassen vormden de professionele opleiding en de avondklassen de beginners-/amateursafdeling. In oktober 1976 werd de stichting Nederlands Modern Jazzdans Centrum door Feliksdal in het leven geroepen om op landelijke schaal en in een breder kader activiteiten op het gebied van de jazzdans te stimuleren. De Jazzdance Workshop van Feliksdal voerde Jazz on bold mountain uit in december 1976 in theater "De Lantaarn", een choreografie in opdracht van de gemeente Amsterdam. De teneur van recensenten was nogal afwachtend (een citaat van Luuk Utrecht in de Volkskrant van 18 december 1976: "Jazz on bold mountain" van Feliksdal lijkt meer beloften in te houden. Dit is een driftig bewegingsspel, weliswaar zonder verrassingen maar goed van compositie.) In deze bloeiperiode gaf de jazzdans workshop (company) voorstellingen in Café Américan onder het motto "Happy Days are here again".
Deelname aan de "Open Bak theater" in de Nes in Amsterdam, met onder andere tapdansgastsoliste Kathy Burke van de "Jerry Ames Tapdance Company" uit New York. De recensent Conrad van de Weetering schreef in het Haarlems dagblad in februari 1978: "Talent bij jazzdansers van Benjamin Feliksdal z'n achtergrond komt duidelijk in z'n werk naar voren maar het accent ligt toch vooral op jazz en daarvan in een bijzonder dynamische versie". Eddy de Bie zette de studio voort van Helen de Clercq. Verder waren actief Dick Swanborn, Erica Rooda, Penney de Jager en Hanna de Leeuwe.

## Publicaties
- Ann Czompo, Recreational Jazz Dance, 1971
- Benjamin Feliksdal, Modern jazzballet voor amateurs en professionals, 1984
- Benjamin Feliksdal, Jazzdans als Conditietraining, 1985
- Rosita van der Vloet & Berdien Borgers, Jazzdans oude vormen en nieuwe stijlen, SUA: Amsterdam 1984